# Notació polonesa
Notació polonesa o notació prefix és una forma de notació per a lògica, aritmètica i àlgebra. No necessita parèntesis o claudàtors per a indicar els càlculs que han de ser realitzats en primer lloc, però així i tot no hi ha ambigüitat quant a l'ordre de resolució. Els operadors han de precedir els dos valors numèrics associats. El matemàtic polonès Jan Łukasiewicz va crear aquesta notació entorn de 1920 per a simplificar la lògica en les sentències matemàtiques. No és molt usat en la matemàtica convencional, però sí que ho és en les ciències de la computació, com per exemple en el llenguatge Tcl.

## Notació
Com els operadors han de precedir els valors, la notació polonesa de suma és:
{\displaystyle \,\!{+}\ a\ b}
Mentre la notació convencional (infix) és:
{\displaystyle \,\!a+b}

## Ordre d'operacions
Mentre més «interna» l'operació, abans ella ha de ser executada.
Llavors, la notació polonesa:
{\displaystyle \,\!\cdot \ {+}\ a\ b\ c} o {\displaystyle \,\!\cdot \ c\ {+}\ a\ b}
En la notació convencional, quedaria, respectivament:
{\displaystyle \,\!\left({a+b}\right)\cdot c} o {\displaystyle \,\!c\cdot \left({a+b}\right)}